# Rodrigo Lobato Marcondes Machado
Rodrigo Lobato Marcondes Machado (Pindamonhangaba, 1 de janeiro de 1846 — São Paulo, 26 de abril de 1918) foi um advogado e político brasileiro.
Foi filho do Capitão Alexandre Marcondes do Amaral Machado e de Dona Maria Delfina Marcondes de Andrade.
Formou-se em direito pela Faculdade de Direito de São Paulo em 1867.
Casou-se em Taubaté em 1870 com Maria Isabel Marcondes Varella.
Durante o império foi membro atuante do Partido Liberal.
Foi presidente da província do Rio Grande do Norte de 13 de março de 1879 a 1 de maio de 1880.
Foi deputado provincial (equivalente dos atuais deputados estaduais) por São Paulo da 23ª a 27ª legislaturas de 1880 a 1889.
Com a proclamação de Republica, foi senador constituinte (1ª legislatura) Senado do Congresso Legislativo do Estado de São Paulo em 1891.